# Brattholmen (Fjell)
Pour les articles homonymes, voir Brattholmen (homonymie).
Brattholmen, Litle Brattholmen ou Storsundholmen est une île et un village dans le landskap Sunnhordland du comté de Vestland. Elle appartient administrativement à Øygarden.

## Géographie
Rocheuse et couverte d'arbres, elle s'étend sur environ 281 m de longueur pour une largeur approximative de 157 m. 